# زبان اندبله شمالی

زبان ندبله زیمبابوه‌ای

زبان اندبله شمالی یا اندبله زیمبابوه‌ای (IsiHlabezulu) زبانی بانتو است که در زیمبابوه گفتگو می‌شود.
اندبله شمالی و اندبله جنوبی که در آفریقای جنوبی صحبت می‌شود، زبان‌هایی جداگانه اما مرتبط و تا حدی دارای فهم متقابل هستند، گرچه شمالی بیشتر با زولو ارتباط دارد.